# Waltham (Kent)
Waltham – wieś w Anglii, w hrabstwie Kent, w dystrykcie Canterbury. Leży 10 km na południowy zachód od miasta Canterbury i 87 km na południowy wschód od centrum Londynu.